# سلطان الشریف
سلطان الشریف (انگلیسی: Sultan Al-Sherif؛ زادهٔ ۲۶ دسامبر ۱۹۹۱) یک ورزشکار اهل عربستان سعودی است.
از باشگاه‌هایی که در آن بازی کرده‌است می‌توان به باشگاه فوتبال نجران عربستان سعودی، باشگاه فوتبال الرائد عربستان سعودی، و باشگاه فوتبال الاهلی عربستان سعودی اشاره کرد.